# Массачусетс-Бэй
Провинция Массачусетс-Бэй, Провинция Массачусетского залива (англ. Province of Massachusetts Bay) — Коронная колония Великобритании, существовавшая на северо-восточном побережье Северной Америки (сейчас штаты Массачусетс, Мэн и часть Нью-Гэмпшира) с 1691 по 1776 год. Самая большая по территории из тринадцати колоний, подписавших в 1776 году Декларацию независимости США.
Провинция была образована хартией короля Вильгельма III и королевы Марии II путём слияния существовавших до этого Плимутской колонии и Колонии Массачусетского залива, а также провинции Мэн, Нантакета, Мартас-Винъярд и территории, известной сейчас как Новая Шотландия. Хартия вступила в силу 14 мая 1692 года. В 1696 году Новая Шотландия отделилась. Одновременно провинция Нью-Гэмпшир была отделена от Колонии Массачусетского залива.
В 1725 году король Георг I подписал новую хартию, давшую колонии больше прав.
Провинция управлялась британскими губернаторами вплоть до 7 октября 1774 года. В этот день Верховный суд Массачусетса учредил Конгресс Провинции Массачусетс, что в дальнейшем привело к войне за независимость США. В июне 1780 года вступила в действие Конституция штата Массачусетс.